# کوبیت
سنگ شکن ضربه‌ای یا اصطلاحا کوبیت یکی از تجهیزات معدنی است که در مرحله فرآوری مواد معدنی مورد استفاده قرار می‌گیرد و از سنگ‌شکن‌ها می‌باشد.
سنگ شکن‌ها انواع  و کاربردهای مختلفی دارند.
سنگ شکن ضربه‌ای، از نظر فیزیکی نوعی دیگر از دستگاه‌های خردایش سنگ می‌باشد که به عنوان سنگ شکن ثانویه جهت تولید شن و ماسه و همچنین بیس به کار می‌رود.
این دستگاه برای تولید شن و ماسه نسبت به دستگاههای مشابه بازدهی بیشتری دارد.
از مزایای این دستگاه می توان به دانه بندی استاندارد و چند ضلعی آن اشاره کرد.

## نگارخانه

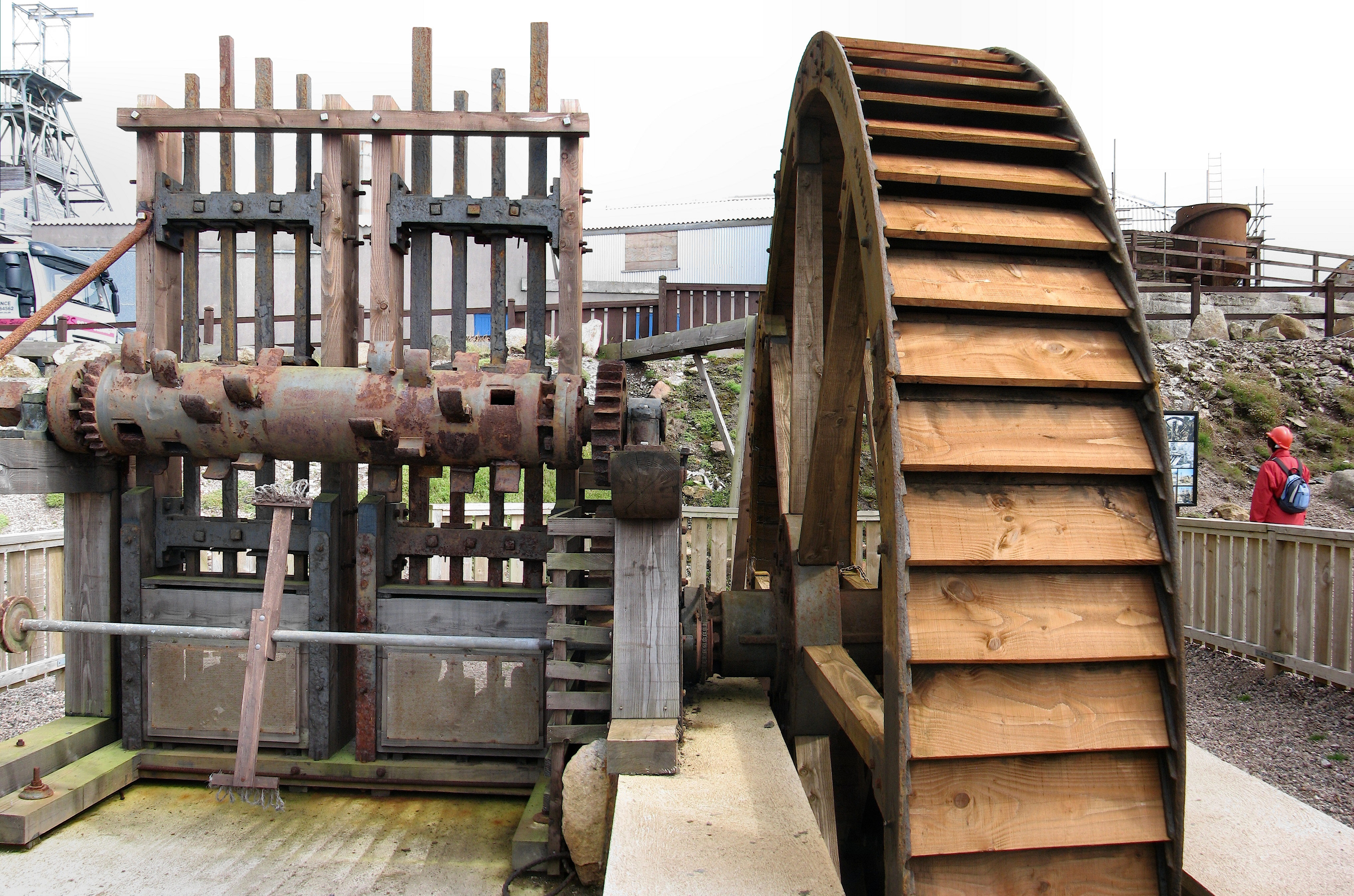
تمبرهای کورنیش در قرن نوزدهم برای شکستن سنگ معدن قلع استفاده می شد
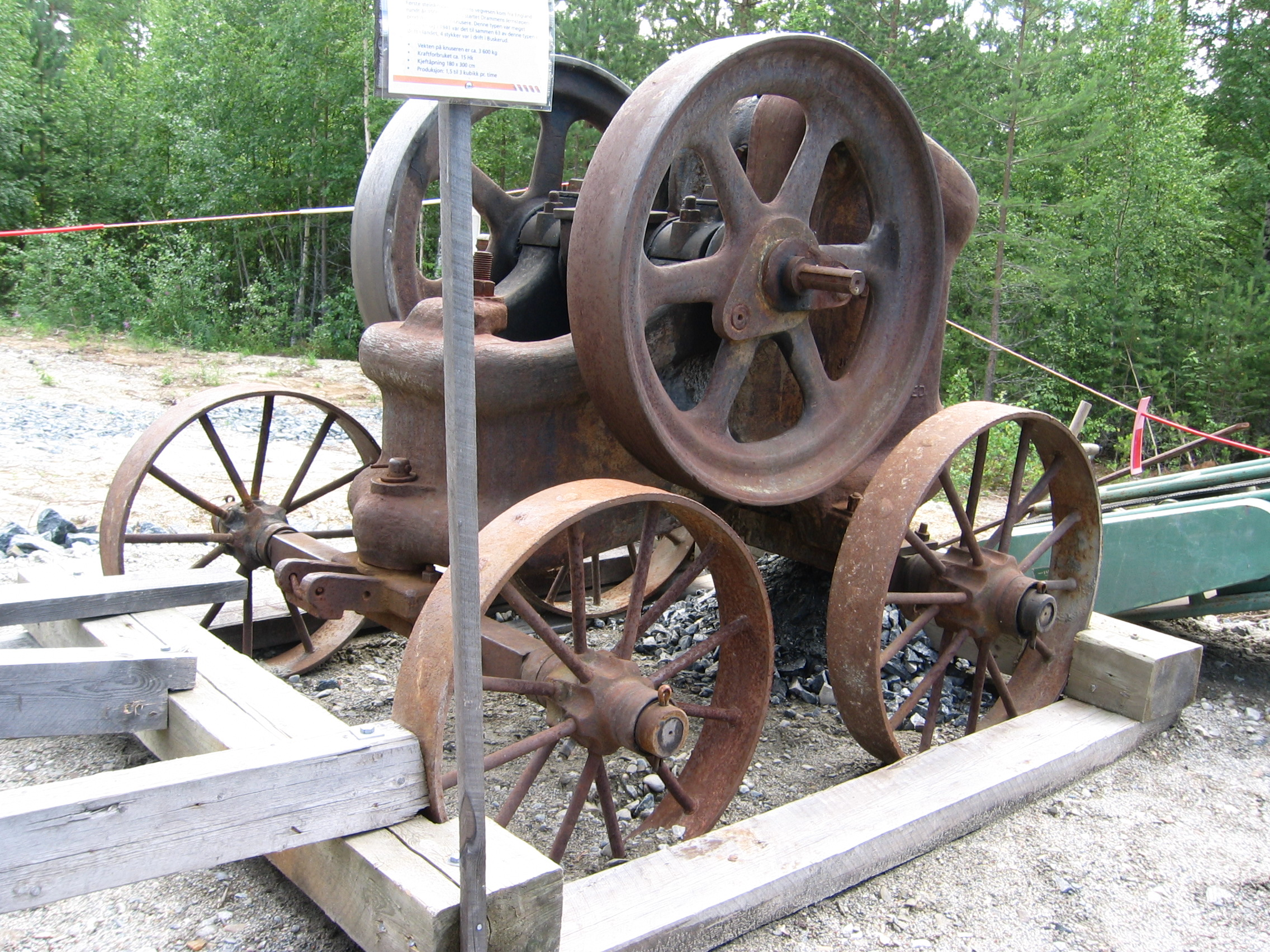
یک سنگ شکن قابل حمل از اوایل قرن بیستم
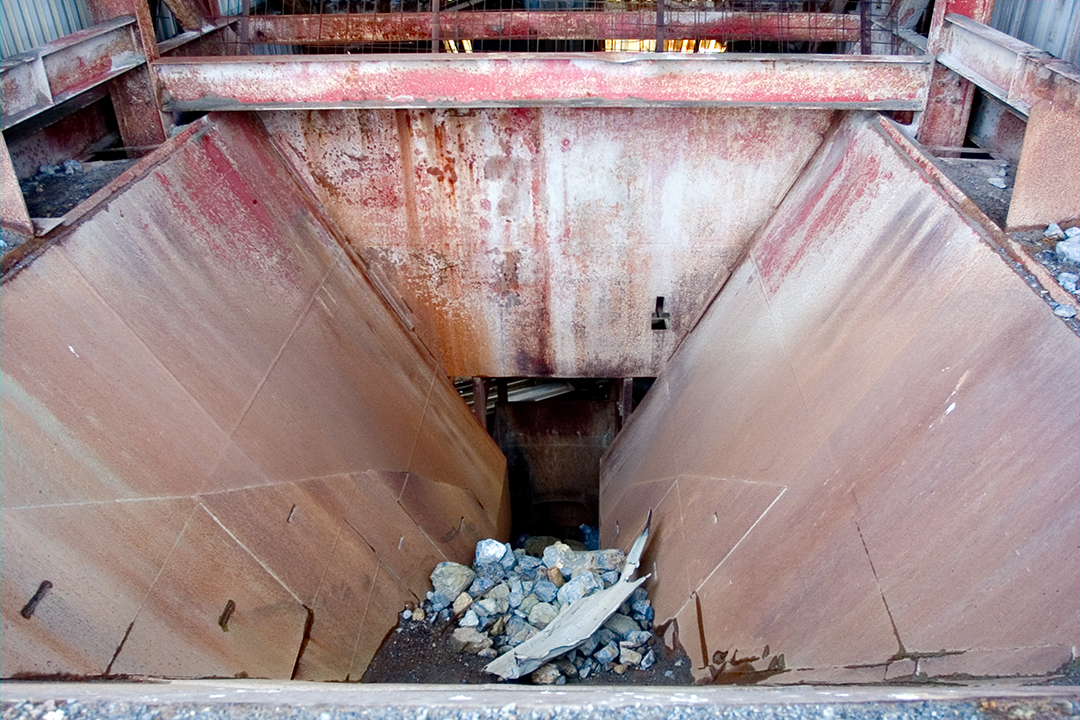
سطل ورودی یک سنگ شکن معدن
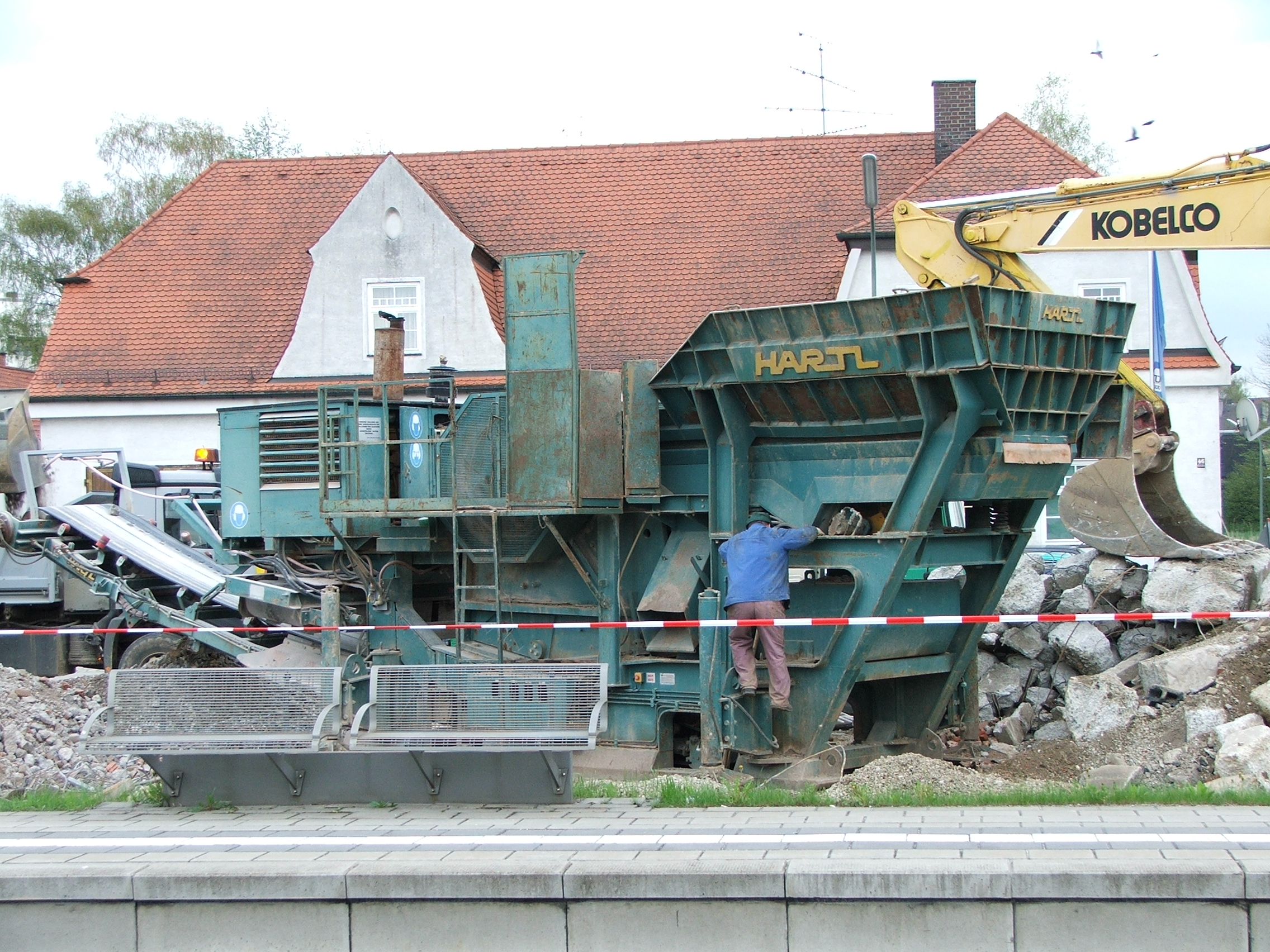
سنگ شکن موبایل